# Ellen Hollman
Ellen Hollman (Detroit (Michigan), 1 april 1983) is een Amerikaanse actrice.
In 2007 was Hollman te gast in een aflevering van de dramaserie The O.C., waar ze de rol van de jonge Kirsten Nichol speelde. In 2008 werd ze de CEO en oprichter van de non-profitorganisatie "Visual Impact Now", die verschillende oogklinieken in Los Angeles heeft ondersteund en meer dan 6000 kinderen heeft geholpen door hen een bril toe te kennen. In 2012 trad ze toe tot de hoofdcast van de dramaserie Spartacus: Vengeance , waar ze Saxa speelde. In 2013 speelde ze opnieuw Saxa in Spartacus: War of the Damned tot het einde van datzelfde jaar.
Hollman is getraind in Jiujitsu en verdiende haar "Women Empowered" Pink belt evenals "Combatives" Blue belt van de Gracie Academy, waar haar The Scorpion King 4: Quest for Power medespeelster Eve Torres ook lid is. In december 2015 kondigde Hollman aan dat ze verloofd was met haar Spartacus: Vengeance medespeler Stephen Dunlevy. De twee trouwden op 27 augustus 2016.